# 馬焦雷湖
馬焦雷湖（義大利語發音：[ˈlaːɡo madˈdʒoːre]；意为“大湖”），又称韦尔巴诺湖（Verbano，義大利語發音：[verˈbaːno]），是阿尔卑斯山南侧的一个大型湖泊。它是意大利第二大湖，也是瑞士南部最大的湖。其面積212.5平方公里，最大深度372公尺。